# RMS Britannia
RMS Britannia byl kolesový parník třídy Britannia společnosti British and North American Royal Mail Steam Packet Company (dnes Cunard Line). Na vodu byl spuštěn 5. února 1840 v loděnicích Robert Duncan & Company ve skotském Greenocku. On a jeho sesterské lodě byly vůbec první parníky vybudované touto společností.
Britannia byla na svou dobu se svou délkou 63 metrů, šířkou 10,3 metrů a třemi stěžni velká loď. Měla dvě kolesa poháněné pístovými parními stroji od Roberta Napiera. Její obvyklá rychlost se pohybovala kolem 8,5 uzlů (15,7 km/h), ale mohla plout i rychleji, pokud byl příznivý vítr. Podle starých výpočtů byla její hrubá prostornost 1 154 BRT, kapacita 115 cestujících a 82 členů posádky.

## Cunard Line
Svou první plavbu 4. července 1840 z Liverpoolu do Halifaxu zvládla za 12 dní a 10 hodin, ale dále ještě pokračovala do Bostonu. Plavbu zpět zvládla ještě rychleji s průměrnou rychlostí 11 uzlů (20 km/h) a časem pod 10 dní, čímž překonala rekord směrem na východ, který držela do roku 1842.
V srpnu 1840 se k ní přidala sesterská loď Acadia, v říjnu téhož roku Caledonia a v lednu 1841 Columbia. Všechny lodě měly kapacitu 115 cestujících a 225 tun nákladu.
V lednu 1842 na Britannii cestoval Charles Dickens do Spojených států a po většinu cesty měl mořskou nemoc. Domů se vrátil na plachetnici.

## Jako Barbarossa v Německu
V březnu 1849 ji Cunard prodal německému námořnictvu, kde byla přejmenována na SMS Barbarossa. Dostala výzbroj a v bitvě o Heligoland pod velením Karla Rudolfa Brommyho byla vlajkovou lodí Reichsflotte. V červnu 1852 byla prodána pruskému námořnictvu, kde sloužila do května 1880 a v červnu téhož roku byla potopena jako cvičný cíl.